# Yota Technologies
Yota Technologies — международная компания с офисами в КНР, России и Финляндии, основной деятельностью которой являлась разработка и производство высокотехнологичного абонентского LTE-оборудования (модемов, роутеров, телефонов).

## История
Компания была основана в Российской Федерации в июне 2011 года.
До того момента являлась подразделением компании Yota по разработке высокотехнологичных устройств для обеспечения абонентов мобильным интернетом и связью. В июне 2011 года подразделение было преобразовано в компанию Yota Devices, которая вышла из состава Yota и стала обособленной организацией с частным капиталом. На протяжении следующих двух лет, помимо создания и производства LTE-роутеров и модемов, компания занималась разработкой телефона YotaPhone. Ключевой особенностью телефона является второй экран на базе технологии E-ink. Дизайн и программное обеспечение YotaPhone были созданы российской командой Yota Devices.
Официально телефон был представлен в феврале 2013 года на выставке MWC в Барселоне. На российский рынок YotaPhone вышел в декабре 2013 года.
Планировалось производить специальную, более защищенную версию YotaPhone 2 в России на Калужском электромеханическом заводе.
В 2018 году «Ростех» объявил о завершении сделки по продаже своей доли в компании Yota Devices. По ее итогам доля «Ростеха» в компании отошла консорциуму во главе с китайской инвестиционной группой Trinity World Management. Компания сменила свою прописку. Теперь головной офис из Москвы переместился в Китай.
В апреле 2019 года Yota Technologies признана банкротом. Иск о банкротстве подала компания Hi-P Electronics, ранее бывшая партнёром Yota Devices по части поставок дисплеев.

## Собственники и руководство
Генеральный директор (2017–2018) — Василий Потапов.
В октябре 2015 года, гонконгский инвестиционный холдинг REX Global Entertainment проявил желание приобрести 64,9 % производителя смартфонов YotaPhone за $100 млн у фонда Telconet Capital Limited Partnership. Свою долю за $100 млн собирались продать Сергей Адоньев и Альберт Авдолян, совладельцы фонда Telconet Capital. 35 % компании оставалось бы под контролем российских акционеров. Однако листинговый комитет Гонконгской биржи заблокировал сделку, заподозрив, что она может представлять собой так называемое обратное поглощение, говорилось в отчетности Rex. Тогда компанией REX Global было решено купить 30 % компании Yota Devices и взять на себя часть долгов: кредит, выданный Yota Cyprus на финансирование операционной деятельности, на сумму от $7 млн (впоследствии сумма может увеличиться до $15 млн), и заем в размере $27 млн для «дочки» Yota BVI (зарегистрированная на Британских Виргинских островах). В итоге у российских акционеров остается 70 % Yota Devices: Telconet остались в собственности 34,9 % Yota Devices, ещё 25,1 % принадлежит госкорпорации «Ростех», 10 % акций владеет менеджмент Yota Devices, в том числе основатель и бывший генеральный директор компании Владислав Мартынов. Но даже с 30 % Yota Devices, REX Global Entertainment получила эксклюзивное право пользоваться патентами и торговой маркой YotaPhone на территории континентального Китая в течение семи лет.
В феврале 2018 года Владислав Мартынов продал принадлежавшие ему 10% акций компании China Baoli (бывшая REX Global), увеличив долю последней до 40%.
В конце 2018 года государственная компания РОСТЕХ продала за 3 млрд рублей свои акции в размере 25,1%, китайской инвестиционной группе Trinity World Management. В результате сделки консорциум, включающий Trinity World Management и China Baoli, получил контрольный пакет акций – его доля в Yota Devices превысила 65 %. Сменилось руководство компании — Уинстон Си стал председателем совета директоров.

## Структура компании
Центральный офис Yota Devices расположен в Китае. Также у компании есть офисы в Москве и Финляндии. Финский офис, который практически в полном составе перешел в Yota Devices из Nokia, проводит исследования и разработку аппаратной части. Ранее члены сингапурского офиса контролировали взаимодействие с поставщиками и производственный процесс.

## Продукция

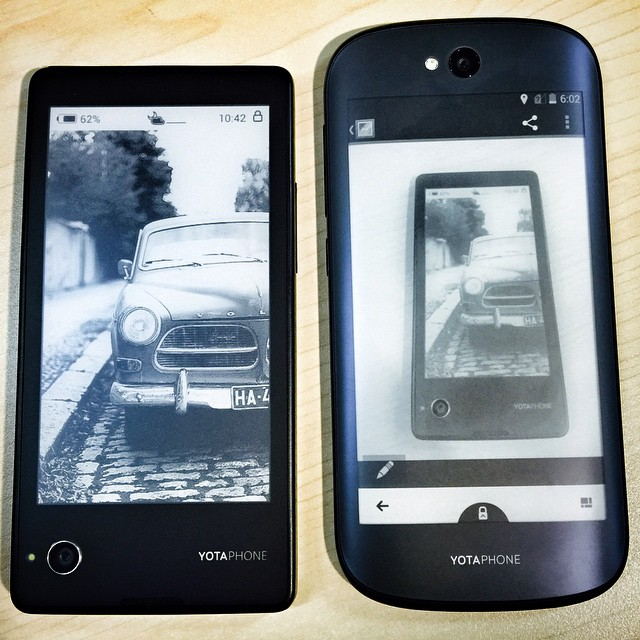
Первое (слева) и второе поколения YotaPhone, вид сзади

Yota Devices — один из основных поставщиков 4G-модемов и роутеров в России. Также компания представлена на мировом рынке, на котором занимает 6 % всех LTE устройств. Устройства компании использует большинство абонентов Yota. Среди разработок — модемы Yota One, роутеры Yota Many. Официально Yota продает модемы за 2900 российских рублей. Эти устройства заранее подготовлены для работы с этим оператором. Первое поколение этих устройств появилось, когда сеть Yota ещё работала в стандарте WiMAX. После перехода на LTE в 2012 году был выпущен новый Yota One, а в 2013 году — новый Yota Many (за рубежом известен также как Yota Ruby). Сейчас компания занимается дальнейшей разработкой линейки смартфонов YotaPhone, а также прототипа планшета. Как и смартфон, планшет предполагается оборудовать двумя экранами, с диагональю 9 или 10 дюймов.

### YotaPhone
YotaPhone — первый в мире телефон на базе Android с двумя экранами: жидкокристаллическим (LCD) с одной стороны корпуса и дисплеем на электронных чернилах (EPD) с другой. Затраты на производство первой модели YotaPhone составили $50 млн, объем продаж первого YotaPhone составил 30 тыс. устройств.

### YotaPhone 2
YotaPhone 2 — второе поколение смартфона. В отличие от первого поколения, 2-й экран является сенсорным, основной экран имеет разрешение Full HD, а также смартфон улучшен по всем основным техническим характеристикам.

### YotaPhone 3
По информации на официальном сайте, новая модель YotaPhone 3 появится на рынке в 2017 году. Разработчик предполагает установку двух фронтальных камер, которые будут расположены вверху и внизу дисплея, а также дисплейной плёнки, с помощью которой можно будет заряжать аккумулятор на 10—15 %, используя дневной свет. Также рассматривается возможность использования стекла экрана смартфона в качестве излучающих звук динамиков.

### Yota 3+
В плане технических характеристик устройство повторяет Yota 3, но получило ряд новых возможностей для дополнительного дисплея и фирменную оболочку YETI 4. Главное нововведение Yota 3+ — расширенный набор возможностей для монохромной матрицы, которая теперь не просто дополняет цветной дисплей, а является его продолжением. Обновленная прошивка на базе Android 8.1 Oreo с оболочкой YETI 4, которую можно установить и на Yota 3.

### LTE-модемы
Yota Amber — первый в России LTE-модем, который может создавать сеть Wi-Fi для других устройств, подключается к компьютеру через USB. Модем подключает к Wi-Fi сети до 8 устройств одновременно. По умолчанию устройство создает открытую Wi-Fi сеть под названием Yota.

### LTE-роутеры
Yota Ruby — портативный LTE/UMTS/GSM-роутер с возможностью подключать к сети LTE до 10 других устройств по Wi-Fi. Одновременно поддерживает FDD-диапазоны 2100 МГц/1800 МГц/800 МГц/2500-2600 МГц и TDD-диапазон 2600 МГц.

## Выставки и награды
- Награда «Лучшее на CES» от оргкомитета выставки CES 2013 в Лас-Вегасе; в самой выставке Yota Devices официально участия не принимала.
- Призы нескольких отраслевых изданий как «Лучшее устройство выставки» на выставке MWC 2013 в Барселоне.
- В 2013 году YotaPhone был удостоен высшей награды «Золотой Лев» в категории «Инновации» на международном фестивале рекламы «Каннские Львы».